# Zygonyx luctifera
Zygonyx luctifera is een libellensoort uit de familie van de korenbouten (Libellulidae), onderorde echte libellen (Anisoptera).
De wetenschappelijke naam Zygonyx luctifera is voor het eerst geldig gepubliceerd in 1869 door Selys.